# Loutrá Edipsoú
Loutrá Edipsoú  (grec moderne : Λουτρά Αιδηψού, « Bains d’Edipsós ») est un village situé au nord de l'île d’Eubée, en Grèce, chef-lieu de la municipalité d’Edipsós, connu aussi pour sa source thermale d'eau chaude.